# 라우펜 전투
라우펜 전투(Battle of Laupen)는 1339년 6월에 한편으로는 베른과 그 동맹국 사이, 다른 한편으로는 부르고뉴 백작과 합스부르크 영토의 봉건 영주와 함께 프라이부르크 사이에서 벌어졌다. 베른은 승리하여 지역 내 입지를 공고히 했다. 분쟁의 결과로 베른과 스위스 연방의 관계가 강화되어 1353년에 베른이 영구적으로 가맹했다.
이 전투는 또한 스위스 전투원들이 스위스 십자가를 야전 표지로 착용한 것으로 기록된 최초의 전투이기도 하다.

## 배경
적대 행위 이전에 제국의 자유도시였던 베른은 대대적인 확장을 겪었다. 이러한 확장은 이 지역의 봉건 영주들에게 많은 비용을 들이고, 이웃 도시인 프리부르와의 경쟁을 심화시켰다. 베른은 1241년부터 프리부르와 동맹을 맺었지만, 프리부르는 1277년에 합스부르크 왕가에 매각되었다.
프리부르는 뇌샤텔 백국, 사보이 백국, 바젤의 영주 주교를 포함한 인근의 봉건 영주들과 동맹을 맺었다. 그리하여 루돌프 폰 니다우(Rudolf von Nidau)와 제라르 드 발랑장(Gérard de Valengin)이 지휘하는 약 1,000명의 중기병을 포함하여 약 17,000명의 병력을 모았다. 기병은 강력한 군대였지만, 프라이부르크 분견대를 제외한 대부분의 보병은 장비가 허술하고, 사기도 낮았다.
이 군대는 라우펜성을 포위하여 베른과 맞서기 시작했다. 포위를 강화하기 위해 베른은 1323년 베른과 군사 동맹을 맺은 우리, 슈비츠, 운터발덴의 삼림주와 다른 동맹국(지멘탈, 바이센부르크, 오버하슬리)의 지원을 받는 베른으로 구성된 6,000명의 병력을 모았다.
오스트리아 합스부르크 공작과 키부르크 백작은 아르가우에 군대를 집결시켜 동쪽에서 베른을 위협했다. 이것은 라우펜에 파견된 구호군이 포위 가능성에 대비하여 도시에 남아 있었을 베르네제 슐타이스 요한 2세 폰 부벤베르크가 이끌지 않은 이유일 것이다.

## 전투
베르네 군은 6월 21일 오후에 라우펜을 구원하기 위해 진군했다. 프라이부르크 포위선에 대한 공격을 시도하는 대신, 라우펜성에서 동북쪽으로 약 3km 떨어진 브람베르크라는 언덕에 군대를 소집하여 적군이 와서 싸울 것에 도전했다. 베른의 진형은 하나 이상의 하우펜, 민병으로 구성되었다. 한쪽 측면, 아마도 왼쪽에는 삼림주의 군대가 서 있었다. 베른의 도착은 프라이부르거(Freiburgers)에 의해 주목되었고, 그들은 전투를 위해 신속하게 무장하고 배열했다. 오후 늦게, 그들은 공격을 시작했다.

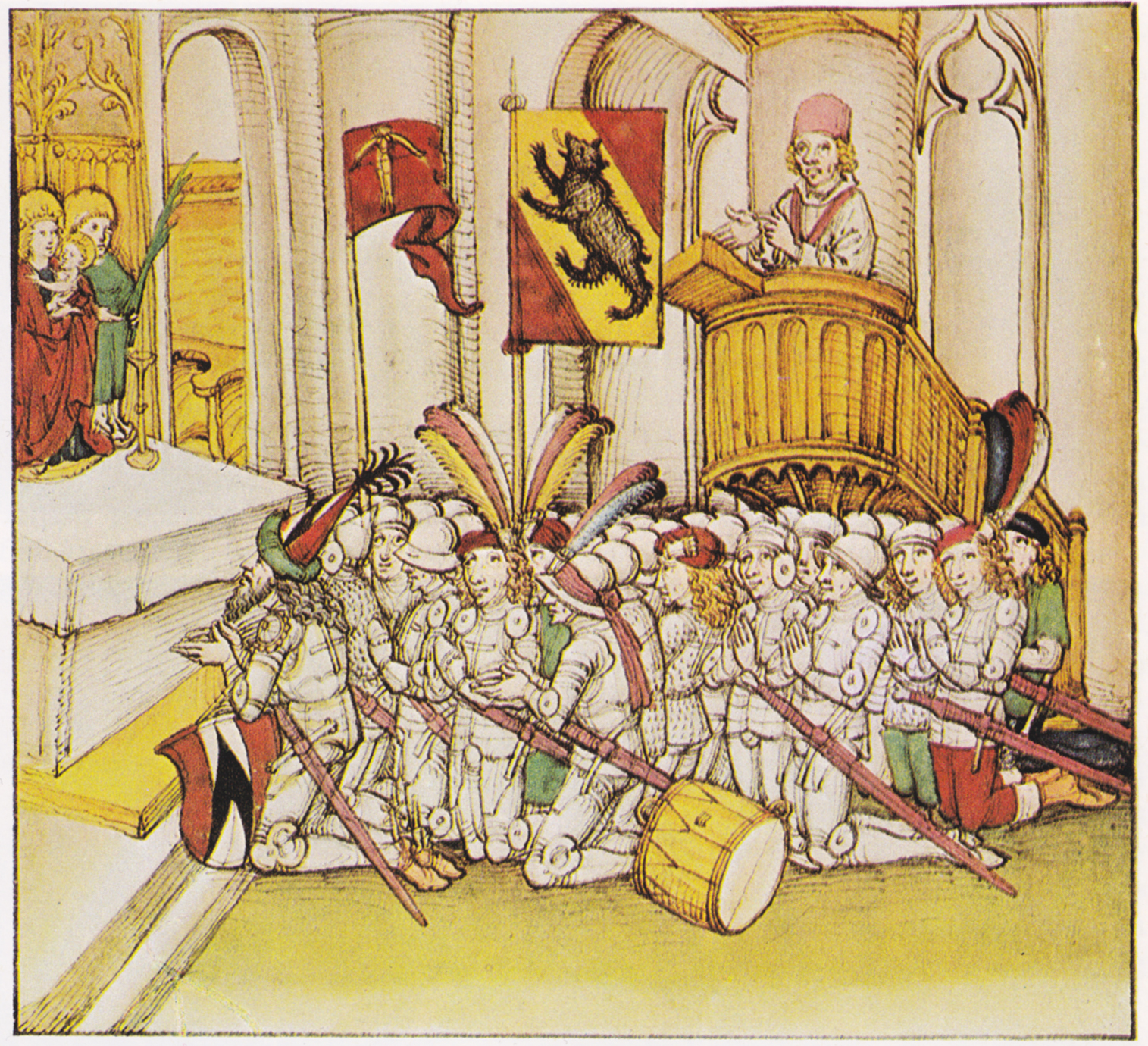
전투 전 베른의 기도. 루돌프 폰 에를라흐는 제단 옆에 무릎을 꿇고 있는 그의 문장을 들고 있다.

프라이부르크군은 그들의 기병이 이끌었고, 그 뒤를 보병의 더 큰 부대가 뒤따랐다. 장비를 보호하고 600명의 강력한 베른 수비대의 공격을 막기 위해 포위 캠프에 알 수 없는 수의 군대가 남겨졌다. 기병 전위가 베른을 위협하기 위해 이동했고, 새로 명명된 많은 기사들이 베르네 전선 가까이에서 칼을 휘두르며 말을 탔지만 베른 군대는 자리를 지켰다. 프라이부르크(Freiburg) 보병대가 형성되었을 때, 기병대는 돌격을 시작하여 산림주 분견대와 접촉하게 되었고, 그들은 빠르게 고슴도치(Igel)로 알려진 전방위 방진을 형성했다.) 이 측면 공격을 피해 프라이부르크 보병은 언덕 위로 진격했다. 베른은 이 진격을 방해하기 위해 석궁병과 투석병의 스크린을 앞으로 던졌으나 프라이부르거(Freiburgers)가 닫히면서 빠르게 후퇴했다. 이것은 베른 군대의 후방 대열에 공황을 일으킨 것으로 보이며 많은 수(최대 2,000) 병사들이 브람베르크 뒤의 숲으로 도주했다. 놀랍게도 나머지 군대는 확고했다. 두 개의 보병 라인이 충돌했다. 그들의 수적 우위에도 불구하고 프라이부르크군은 재빨리 부서져 보주의 영지병이 이끄는 편대를 이끌고 라우펜으로 달아났다. 프라이부르크의 파병대는 부르고마이스터와 시의 기수를 잃어 특히 심한 고통을 겪었다. 큰 통제력을 보인 베르네 군대의 일부는 재편성을 하고 프라이부르크 기병대의 포위를 받고 있던 삼림주를 구출하기 위해 행군했다. 이곳에서의 행동은 아마도 그날의 가장 치열한 전투였을 것이다. 기병들은 이제 스스로 두 전선에서 싸우고 있다. 짧은 유혈 투쟁 끝에 기병대는 패주했고, 많은 사상자를 냈다. 니다우, 발랑장 및 아르부르크 백작과 보의 루이 2세의 아들을 포함하여 적어도 80명의 귀족이 몰락했다. 이제 저녁이 다가오고 있어 추격이 제한되었지만 베른 군대는 축하 행사와 승리에 대한 감사 의식이 열리는 라우펜으로 진군했다.

## 여파

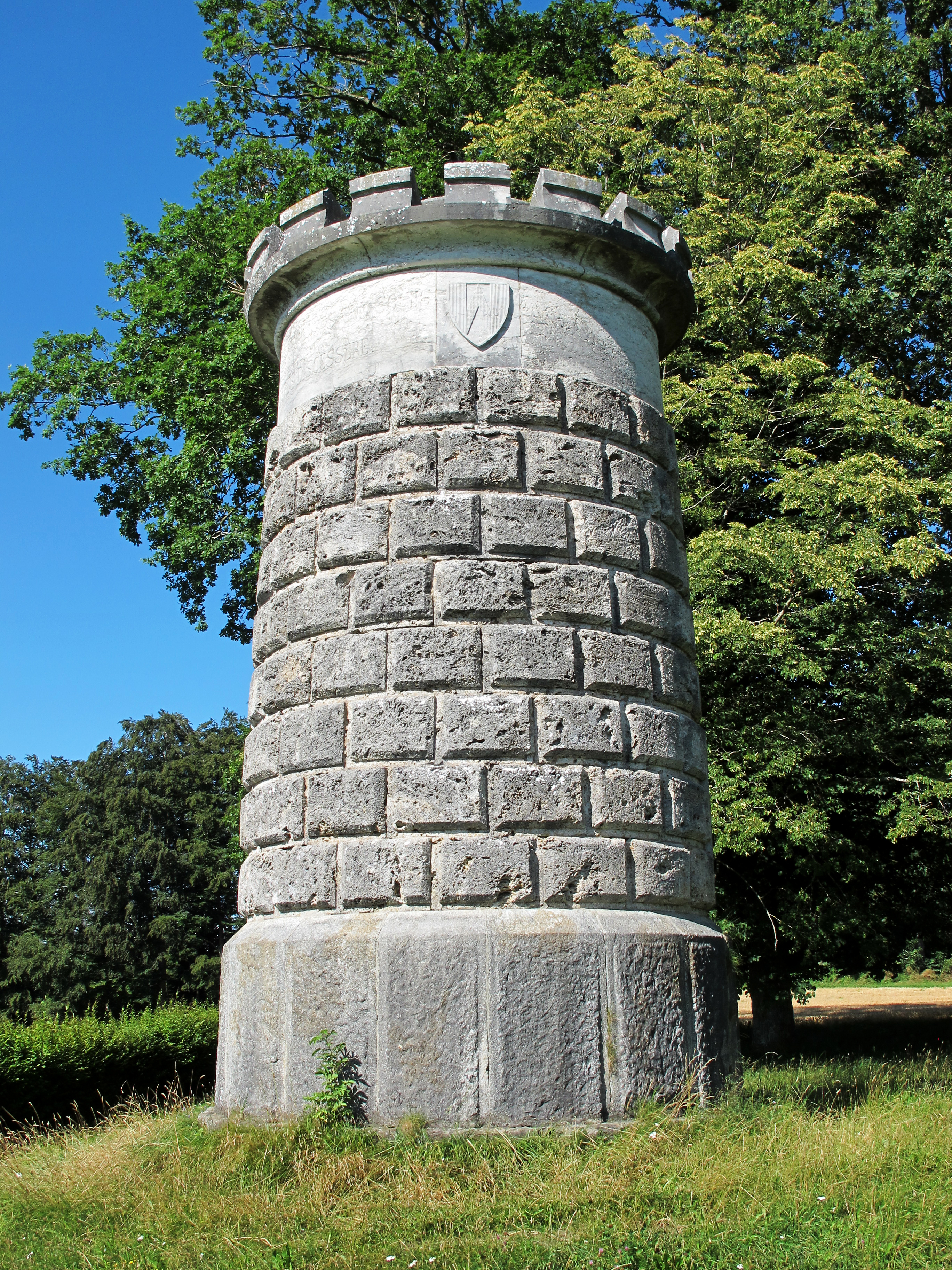
브람베르크 전투의 기념물, 노이엔에크

동쪽의 합스부르크군은 전투에 참가할 시간에 라우펜에 도달하지 못하고 패배 소식을 듣고 흩어졌다. 모든 역경에 대한 베르너/스위스의 승리는 그러한 기마 기사도의 군대를 포함하는 군대에 의해 2:1로 압도되어 놀라운 일이었고 연대기 기록가들은 “신 자신이 베른 시민이 되었음에 틀림없다”와 같은 논평이 있었다고 기록한다. 퇴각하는 합스부르크 군대 사이에서 들었다.
베른은 1353년에 8개 주 중 하나가 된 스위스 연방과 긴밀한 관계를 맺었다.
베른과 프리부르 사이의 경쟁은 14세기 내내 계속되었지만 다시는 군사적 충돌로 발전하지 않았다. 프리부르는 베른 부근에서 상당한 영토를 획득했지만, 이들은 모두 젬파흐 전투( 1389년 합스부르크와 스위스 연방 간의 평화 조약)의 결과로 다시 잃었다. 프리부르는 1403년 베른과의 동맹을 갱신하고 인접 지역의 영토 획득에 중점을 둔 팽창주의 정책을 포기했다. 이로써 베른은 근대 초기까지 알프스 북부에서 가장 강력한 도시 공화국으로 부상했으며, 1454년에는 프리부르가 스위스 연방의 준회원으로, 1481년에는 정회원으로 편입되는 길을 닦았다.

## 중요성
25년 전의 배넉번 전투와 비교할 때, 라우펜은 다음 세기 동안 보병 전술의 개선에 직면하여 중세 중무장 기병(12세기와 13세기의 고전적인 ‘기사’)의 확실한 쇠퇴를 예고하는 일련의 전투 중 하나였다.
이 전투는 또한 스위스 십자가를 남군을 식별하기 위한 휘장으로 사용한 첫 번째 사건이기도 하다. 그것은 전투원의 의복에 두 줄의 직물로 표시되었다. 1480년대에 디볼트 실링 엘더(Diebold Schilling Elder)는 삼림주의 군대가 착용한 이 들판을 빨간색 배경에 흰색 십자가로 보여주는 점을 지적했지만, 아직 주의 깃대에는 부착되지 않았다. 같은 그림에서 공격하는 사보이아 기병은 기병과 기병 방패에 사보이의 흰색 바탕에 붉은 십자가를 표시한다.
이 전투는 합스부르크에 대한 스위스 연방의 공개 전투에서 첫 번째 승리로 스위스 군사 역사상 중요한 위치를 차지한다. 스위스는 이미 1315년 모르가르텐 전투에서 합스부르크 군대를 패배시켰지만, 이것은 행군하는 군대에 대한 매복이었으며 야전 전투가 아니었다. 합스부르크와의 오랜 갈등은 1291년 독일의 합스부르크 왕 루돌프 1세가 사망한 때부터 여파로 1511년 슈바벤 전쟁의 여파로 평화 조약이 체결될 때까지 2세기 동안 지속된 남부 동맹의 설립과 성장의 주요 원동력 중 하나였다. 취리히의 즉위를 촉발한 것은 합스부르크의 알베르트 2세와의 지속적인 갈등이었다. 글라루스, 추크 및 베른은 연합에 참여하여 8개 주를 형성한다. 1375년 소위 구글러 전쟁(Gugler war)에서 외부 위협에 맞서 짧은 합스부르크-연방 동맹을 맺은 후, 갈등은 1380년대에 다시 나타나 1386년 젬파흐 전투(Battle of Sempach)에서 합스부르크가 패배하면서 절정에 달했다.

## 참고자료
- De Vries, Kelly (1996). 《Infantry Warfare in the Early Fourteenth Century》. Woodbridge: Boydell Press. 129–136쪽. ISBN 0-85115-567-7.

- Oman, Charles (1991) [1924]. 《A History of the Art of War in the Middle Ages Vol.2》. 런던: Greenhill. 241–5쪽. ISBN 1-85367-105-3.

- Delbrück, Hans (1990) [1923]. 《History of the Art of War Vol III : The Middle Ages》. trans. W.J. Renfroe. University of Nebraska Press. ISBN 978-0-8032-6585-1.

- Carey, Brian Todd; Alfree, Joshua B.; Cairns, John (2006). 《Warfare in the Medieval World》 (PDF). Pen & Sword Military. 184–8쪽. ISBN 978-1-84415-339-8. 2010년 6월 22일에 원본 문서 (PDF)에서 보존된 문서. 2010년 1월 30일에 확인함.

- Heath, Ian (1982). 《Armies of the Middle Ages, volume 1: The Hundred Years' War, the Wars of the Roses and the Burgundian Wars, 1300-1487》. Wargames Research Group. 58–9쪽.